# Cricotopus polyannulatus
Cricotopus polyannulatus är en tvåvingeart som beskrevs av Tokunaga 1936. Cricotopus polyannulatus ingår i släktet Cricotopus och familjen fjädermyggor. Inga underarter finns listade i Catalogue of Life.